# Świętosław (powiat toruński)
Świętosław – wieś w Polsce położona w województwie kujawsko-pomorskim, w powiecie toruńskim, w gminie Chełmża.
W latach 1975–1998 miejscowość należała administracyjnie do województwa toruńskiego. Według Narodowego Spisu Powszechnego (III 2011 r.) liczyła 137 mieszkańców. Jest 21. co do wielkości miejscowością gminy Chełmża.